# Todorini Kukli
Todorini Kukli (bulgariska: Тодорини Кукли) är ett berg i Bulgarien.   Det ligger i regionen Montana, i den västra delen av landet, 50 km norr om huvudstaden Sofia. Toppen på Todorini Kukli är 1 776 meter över havet, eller 21 meter över den omgivande terrängen. Bredden vid basen är 0,66 km.
Terrängen runt Todorini Kukli är kuperad söderut, men norrut är den bergig. Närmaste större samhälle är Vărsjets, 9,8 km nordost om Todorini Kukli.
Trakten runt Todorini Kukli består till största delen av jordbruksmark. Runt Todorini Kukli är det ganska glesbefolkat, med 28 invånare per kvadratkilometer.